# Harold Torres
Harold Torres (Toluca, Estado de México) es un actor mexicano.

## Biografía y carrera

### Primeros años
Harold Torres nació en Toluca, Estado de México. Desde su infancia, se vio en la necesidad de trabajar para poder ayudar a la economía familiar, luego de verse afectados por la crisis económica en México de 1994.
Estudió la carrera de actuación en el Centro Universitario de Teatro (CUT), perteneciente de la Universidad Nacional Autónoma de México (UNAM).

### Trayectoria actoral
En 2007 recibe su primer protagónico en la película Norteado, la cual se proyectó en 2009 ,escrita y dirijida por Rigoberto Pérez Cano y producida por Angel San Juan
En 2009, recibió el premio al Mejor actor en el Festival de Cine de Bratislava. Fue seleccionado para participar en el Berlinale Talent Campus en 2011. En 2012, participó con tres personajes distintos en la película Colosio: El asesinato, basada en el asesinato del político Luis Donaldo Colosio, y también trabajó por primera vez en el extranjero con la producción estadounidense, The ABCs of Death. Un año después, ganó el premio a Mejor Actor en el Festival internacional de Cine de Morelia de 2013. En 2015, se lanzó González: falsos profetas, una cinta que grabó en 2012 y se proyectó por primera vez en 2013. El 21 de abril de 2015, ganó el premio Diosa de Plata a mejor actor por su protagónico en dicho filme. Dos años después, consiguió exposición actoral gracias a su participación en las series Ingobernable y El Chapo, ambas realizadas en 2017.
En 2020, consiguió una nominación a los Film Independent Spirit Awards como Mejor Actor por ZeroZeroZero.
En 2024, se estrenó en cines la película de terror de suspenso, Desaparecer por completo, producción que protagonizó y filmó en 2022. En marzo de 2024, fue anunciado como miembro del reparto de Gringo Hunters, una serie de televisión mexicanoestadounidense producida por Netflix, pactada a estrenarse en 2025.

## Filmografía

### Cine
| Año  | Título                                             | Papel                                                              | Notas                                                  |
| ---- | -------------------------------------------------- | ------------------------------------------------------------------ | ------------------------------------------------------ |
| 2006 | Tráiler (Humanidad, alimento de los dioses)        | Pepe                                                               | Cortometraje                                           |
| 2006 | Cobrador: In God We Trust                          | Amigo de 'La Rebeca'                                               |                                                        |
| 2007 | La venada                                          | Personaje desconocido                                              | Cortometraje                                           |
| 2007 | La cadenita                                        | Personaje desconocido                                              |                                                        |
| 2008 | Espiral                                            | Santiago 1                                                         |                                                        |
| 2008 | Rudo y Cursi                                       | Trompo Tovar                                                       |                                                        |
| 2008 | Los hijos de Caín                                  | Sobrino                                                            | Cortometraje                                           |
| 2009 | Sin nombre                                         | El Pícaro                                                          |                                                        |
| 2009 | Rabioso sol, rabioso cielo                         | Bruno                                                              |                                                        |
| 2009 | Norteado                                           | Andrés García                                                      |                                                        |
| 2009 | Es como morirse                                    | El migrante                                                        | Cortometraje                                           |
| 2010 | Atmósfera                                          | Alberto                                                            | Cortometraje                                           |
| 2010 | A través del silencio                              | Jacinto                                                            |                                                        |
| 2010 | Sucedió en un día                                  | Alberto                                                            | Segmento: «Atmósfera»                                  |
| 2010 | Amanecer                                           | Personaje desconocido                                              | Cortometraje                                           |
| 2010 | Marcelino Pan y Vino                               | Personaje desconocido                                              |                                                        |
| 2010 | Der Kreis in dem sie reist                         | Personaje desconocido                                              | Cortometraje                                           |
| 2011 | Asalto al cine                                     | Chanoc                                                             |                                                        |
| 2011 | La cebra                                           | Odón                                                               |                                                        |
| 2011 | Reacciones adversas                                | Miembro de pandilla                                                |                                                        |
| 2011 | Días de gracia                                     | Pulga                                                              |                                                        |
| 2011 | Diálogos Constructivos                             | Apolinar                                                           | Cortometraje                                           |
| 2011 | Las razones del corazón                            | Chalán                                                             |                                                        |
| 2011 | Mi universo en minúsculas                          | Miguel                                                             |                                                        |
| 2011 | Ladies Mafia                                       | Articulado Juan                                                    |                                                        |
| 2012 | The Girl                                           | Isidro                                                             |                                                        |
| 2012 | Cristiada                                          | Soldado 1                                                          |                                                        |
| 2012 | Colosio: El asesinato                              | Mario Aburto / Joel López 'La Ballena' / Juan Manuel Sánchez Ortiz |                                                        |
| 2012 | The ABCs of Death                                  | Erik                                                               | Segmento: «B is for Bigfoot» Producción estadounidense |
| 2013 | Matar extraños                                     | Personaje desconocido                                              |                                                        |
| 2013 | Potosí                                             | Jonás                                                              |                                                        |
| 2013 | Estatuas                                           | Taquero                                                            | Cortometraje                                           |
| 2014 | Después del Día                                    | Ulises                                                             | Cortometraje                                           |
| 2014 | Los Bañistas                                       | Sebastián                                                          |                                                        |
| 2014 | Dulce dolor                                        | Recolector de basura                                               | Cortometraje                                           |
| 2014 | González: falsos profetas                          | González                                                           | Estrenada en cines en 2015                             |
| 2014 | México Bárbaro                                     | José                                                               | Segmento: «Jaral de Berrios»                           |
| 2014 | Plan Sexenal                                       | Juan                                                               |                                                        |
| 2015 | La Ribera                                          | Fermín                                                             | Cortometraje                                           |
| 2015 | Un monstruo de mil cabezas                         | Agente policial 1                                                  |                                                        |
| 2016 | Tamara y la Catarina                               | Paco                                                               |                                                        |
| 2016 | Forward                                            | Tomás                                                              |                                                        |
| 2016 | Lecciones de Vida                                  | Silverio                                                           | Telefilme                                              |
| 2016 | Necropolis, They Will Be Ashes But Still Will Feel | Fantasma                                                           | Cortometraje                                           |
| 2017 | Todos queremos a alguien                           | Beto Álvarez                                                       |                                                        |
| 2017 | Periolimbo                                         | Alberto Rodríguez                                                  | Cortometraje                                           |
| 2017 | Viento Abajo                                       | Personaje desconocido                                              |                                                        |
| 2017 | La carga                                           | Coyolli                                                            |                                                        |
| 2017 | Oso polar                                          | Seminarista Raúl                                                   |                                                        |
| 2018 | Traición                                           | Comensal de Barbacoa 1                                             |                                                        |
| 2018 | La persistente                                     | Iván                                                               | Cortometraje                                           |
| 2018 | Tiempo de lluvia                                   | Chucho                                                             |                                                        |
| 2018 | El día de la unión                                 | Pulga                                                              |                                                        |
| 2018 | Sonora                                             | Marcos                                                             |                                                        |
| 2020 | Tramposos con suerte                               | Personaje desconocido                                              |                                                        |
| 2022 | La memoria de un asesino                           | Hugo Márquez                                                       |                                                        |
| 2022 | Desaparecer por completo                           | Santiago Mendoza                                                   | Estrenada en cines en 2024                             |
| 2023 | Silent Night                                       | Playa                                                              | Producción estadounidense                              |
| 2024 | Firma aquí                                         | Jonás                                                              |                                                        |

### Televisión
| Año       | Título                                        | Papel                     | Notas                                                                           |
| --------- | --------------------------------------------- | ------------------------- | ------------------------------------------------------------------------------- |
| 2011      | Niño Santo                                    | Mateo                     |                                                                                 |
| 2011      | El encanto del águila                         | Jesús Nieto               | Temporada 1, episodio 2: «Los Mártires de Puebla»                               |
| 2012      | La ruta blanca                                | Ambrosio Paz              | Temporada 1, episodio 1                                                         |
| 2014      | Crónica de castas                             | Raúl                      |                                                                                 |
| 2014      | El Chivo                                      | Personaje desconocido     |                                                                                 |
| 2015      | Texas Rising                                  | Portilla                  | Miniserie Producción estadounidense                                             |
| 2016      | Hasta que te conocí                           | Jacobo Muñíz              | Temporada 1, episodio 13: «El Divo»                                             |
| 2017      | Ingobernable                                  | Christopher 'Chris' López |                                                                                 |
| 2017      | Drunk History: El Lado Borroso De La Historia | Jamaicón                  | Temporada 3, episodio 4: «Niño santo, Jamaicón y La libertadora del Libertador» |
| 2017      | El Chapo                                      | El Cano                   |                                                                                 |
| 2017-2020 | Run Coyote Run                                | Gamaliel                  |                                                                                 |
| 2019      | Sitiados: México                              | Ermitaño                  | Miniserie                                                                       |
| 2019-2020 | ZeroZeroZero                                  | Manuel Contreras          | Miniserie                                                                       |
| 2023      | La hora marcada                               | Lucas                     | Temporada 1, episodio 7: «El Primer Regalo»                                     |
| 2024      | Gringo Hunters                                | Nico                      | Producción mexicanoestadounidense Estrenó en 2025                               |

## Premios

### Diosas de Plata
| Año  | Categoría   | Trabajo nominado          | Resultado | Ref.  |
| ---- | ----------- | ------------------------- | --------- | ----- |
| 2015 | Mejor actor | González: falsos profetas | Ganador   | [ 8 ] |